# 11623 Kagekatu
11623 Kagekatu este un asteroid din centura principală de asteroizi.

## Descriere
11623 Kagekatu este un asteroid din centura principală de asteroizi. A fost descoperit pe 8 octombrie 1996 la Nanyo de Tomimaru Okuni. El prezintă o orbită caracterizată de o semiaxă mare de 2,22 ua, o excentricitate de 0,10 și o înclinație de 7,1° în raport cu ecliptica.